# Grindor
Grindor es un personaje ficticio del universo de Transformers.

## Transformers Armada
Grindor es el nombre de un Mini-Con que pertenece a los Autobots durante la batalla contra Unicron.

## Transformers: la venganza de los caídos

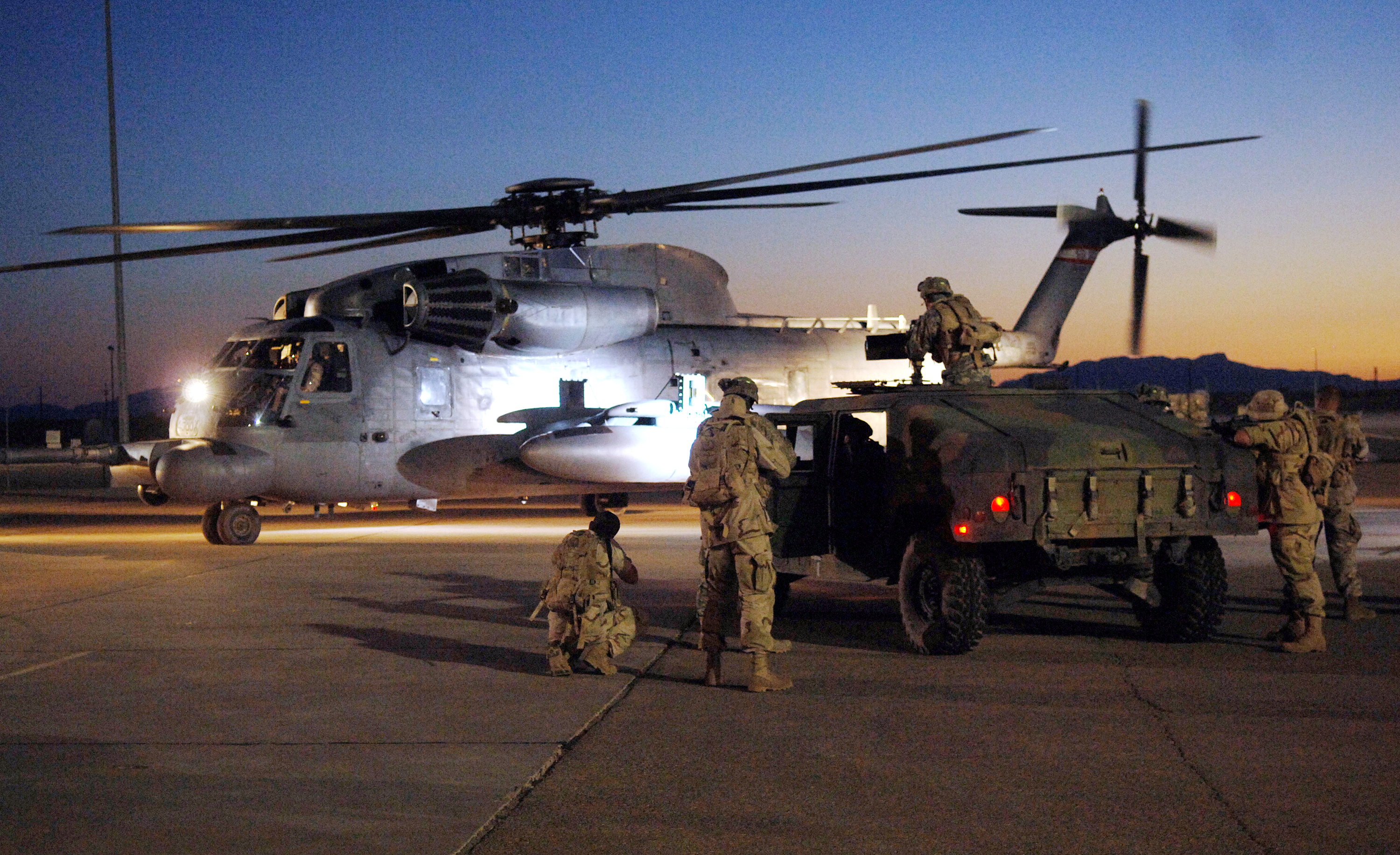
A veces se suele confundir a Grindor con Blackout por ser muy similares.

Grindor es un miembro de los Decepticons que se transforma en un helicóptero CH-53E Super Stallion de carga pesada. Su color es blanco y es muy parecido a Blackout, a pesar de que es mucho más grande, tiene un gris más claro, y en el fuselaje delantero tiene una sonda diferente de carga de combustible y sensores. El arma principal es un arma rotativa, su arma secundaria es un cañón de onda Energon. Es un clon de Blackout creado por The Fallen.
Grindor captura a Sam, Mikaela y Leo después de escapar y matar a la Decepticon Pretender Alice después que contactó a los otros Decepticons. El Decepticon luego los entrega a un viejo almacén donde Megatron y Starscream los estaban esperando, Sam estaba a punto de morir a manos de Megatron al extraer sus conocimientos del AllSpark, en eso aparece Optimus Prime y Bumblebee, y sus demás compañeros rescatando a Sam de Megatron, luego este se transforma en tanque para perseguir a Optimus y a Sam, luego se encuentran y aparece Starscream y Grindor los tres contra uno. Muere cuando Optimus Prime se aferra a su espalda y le corta el rostro por la mitad, matándolo. Poco tiempo después, Optimus es asesinado por Megatron, antes que los Autobots llegaran para salvar a Sam.

### Videojuego de la película
Grindor es uno de los personajes jugables en el videojuego de Nintendo DS Revenge of the Fallen, desarrollado por Activision. En este, Grindor, Sideways, Soundwave y Starscream otorgan a un Decepticon Protoform una misión.
En el modo multijugador, Grindor es uno de los Decepticons más grandes y pesados de la historia, este se puede manejar en vehículo y robot por distintas arenas de batalla, tiene los mismos rasgos de la película, en modo robot y en modo vehículo.